# Naked Attraction Italia
Naked Attraction Italia è un dating show televisivo prodotto da Discovery, versione italiana del format Naked Attraction.

## Episodi
| Stagione | Nome                       | Conduzione    | Episodi | Regia              | Distribuzione | Distribuzione | Distribuzione |
| Stagione | Nome                       | Conduzione    | Episodi | Regia              | Streaming     | In chiaro     | In chiaro     |
| -------- | -------------------------- | ------------- | ------- | ------------------ | ------------- | ------------- | ------------- |
| 1        | Naked Attraction Italia    | Nina Palmieri | 10      | Cristian Di Mattia | Discovery+    | Real Time     | Nove          |
| 2        | Naked Attraction Italia    | Nina Palmieri | 7       | Manuele Tamburello | Discovery+    | Real Time     | Nove          |
|          | Naked Attraction Italia XL | Nina Palmieri | 4       | Cristian Di Mattia | Discovery+    | Real Time     | Nove          |
| 3        | Naked Attraction Italia    | Nina Palmieri | 16      | Manuele Tamburello | Discovery+    | Real Time     | Nove          |

- Prima stagione
- Puntata 1 - Cecilia (eterosessuale) e Matteo (eterosessuale)
- Puntata 2 - Matteo (pansessuale) e Bertha (eterosessuale)
- Puntata 3 - Elena (eterosessuale) e Maikol (omosessuale)
- Puntata 4 - Elisabetta (eterosessuale) e Marco (eterosessuale)
- Puntata 5 - Elena (eterosessuale) e Luca (eterosessuale)
- Puntata 6 - Nat (pansessuale) e Carla (eterosessuale)
- Puntata 7 - Giulia (eterosessuale) e Paolo (omosessuale)
- Puntata 8 - Gennaro (eterosessuale) e Stefania (eterosessuale)
- Puntata 9 - Orazio (omosessuale) e Giulia (eterosessuale)
- Puntata 10 - Marianna (eterosessuale) e Angie (bisessuale)

### Seconda stagione
- Puntata 1 - Gaia (pansessuale) e Vittorio (eterosessuale)
- Puntata 2 - Diletta (eterosessuale) e Alfonso (omosessuale)
- Puntata 3 - Gianna (bisessuale) e Serena (eterosessuale)
- Puntata 4 - Giorgia (eterosessuale) e Luigi (eterosessuale)
- Puntata 5 - Francesco (omosessuale) e Laura (eterosessuale)
- Puntata 6 - Stella (eterosessuale) e Betty (eterosessuale)
- Puntata 7 - Denise (eterosessuale) e Gianluca (omosessuale)

### Naked Attraction Italia XL
- Puntata 1 - Commento della scelta di Luca e di Gennaro delle puntate precedenti con Margherita Zanatta e la Dott.ssa Leni Marseglia
- Puntata 2 - Commento della scelta di Laura e di Elena delle puntate precedenti con la Dott.ssa Leni Marseglia e la Dott.ssa Schiafazzi
- Puntata 3 - Commento della scelta di Gianna e di Francesco delle puntate precedenti con la Dott.ssa Leni Marseglia e la Dott.ssa Schiafazzi
- Puntata 4 - Commento della scelta di Giulia e di Betty delle puntate precedenti con Margherita Zanatta e la Dott.ssa Leni Marseglia

### Terza Stagione
- Puntata 1 - Sofia (pansessuale)
- Puntata 2 - Camilla (eterosessuale)
- Puntata 3 - Adriano (omosessuale)
- Puntata 4 - Irene (eterosessuale)
- Puntata 5 - Fernando (eterosessuale)
- Puntata 6 - Monica (eterosessuale)
- Puntata 7 - Sara (pansessuale)
- Puntata 8 - Riccardo (eterosessuale)
- Puntata 9 - Beatrice (eterosessuale)
- Puntata 10 - Filippo (omosessuale)
- Puntata 11 - Martina (eterosessuale)
- Puntata 12 - Leonardo (omosessuale)
- Puntata 13 - Elizaveta (pansessuale)
- Puntata 14 - Gabriele (eterosessuale)
- Puntata 15 - Manuel (omosessuale)
- Puntata 16 - Stefano (eterosessuale)

## Produzione
Nell'estate 2020 viene annunciato che i diritti dello show per realizzare la versione italiana di Naked Attraction sono stati acquistati da Discovery Italia, che decide di produrre una prima stagione di 10 puntate dalla durata di 60 minuti circa con la conduzione dell'inviata de Le Iene Nina Palmieri.

## Distribuzione
Il programma viene pubblicato a partire dal 7 febbraio 2021 a pagamento in streaming sulla piattaforma Discovery+ in versione non censurata. Dal 14 febbraio 2021 va in onda anche sul Nove e su Real Time con le sole parti intime censurate.